# Тихонов, Аркадий Константинович
Аркадий Константинович Тихонов (род. 13 января 1936 года) — известный учёный в области термообработки и материалов, действительный член Международной и Российской инженерной академии, заслуженный инженер России, лауреат премии имени П. П. Аносова (1999).

## Биография
Родился 13 января 1936 года.
В 1960 году окончил Магнитогорский горно-металлургический институт по специальности «Металловедение, оборудование и технология термической обработки» и работал на Уральском автомобильном заводе.
С 1968 года работал на Волжском автозаводе, где прошёл путь от начальника термического цеха до советника по науке АО «АвтоВАЗ».

В 2000 году было совершено покушение на убийство.

### Научная, производственная и общественная деятельность
Возглавлял проектирование и запуск термических цехов УралАЗа, КамАЗа, АвтоВАЗа.
С 1995 года руководил «Межотраслевых программ работ по освоению новых видов и улучшению качества металлических, химических и нефтехимических материалов для автомобилестроения», что позволило освоить производство более 1500 новых материалов и уйти от закупок за границей, что повлияло на реконструкцию многих металлургических и нефтехимических предприятий в РФ.
Проводил исследования по проблемам, основанных на применении оксидирования перед низкотемпературным и высокотемпературным насыщением сталей углеродом и азотом, где влияние кислорода в оксиде направлено на ускорение процесса диффузии, признанное мировой наукой как «Механизм Тихонова-Криштала», а также ступенчатого цикла насыщения углеродом и азотом в контролируемой атмосфере с 20 % водорода.
Впервые в мире разработал и внедрил чугун с вермикулярным графитом для новой технологии обработки поверхности кулачков распределительных валов не плавящимся электродом, снявший проблему износа распредвала двигателей ВАЗ.
Первопроходец внедрения кратковременного низкотемпературного газового азотирования в среде аммиака и экзогаза, в том числе в вакуумных печах при производстве инструментальных и нержавеющих сталей в массовое производство.
Разработчик экономнолегированных сталей улучшенной обрабатываемости резанием, выплавленные с применением десульфурации и разливкой в кристаллизатор малого сечения с гарантированным содержанием серы и алюминия, мелкозернистой, с возможным применением вместо резания клиновой прокатки и накатки зуба шестерен.
Один из основных идеологов школы использования конструкционной «чистой стали» в автомобилестроении, выплавленной методом прямого восстановления железа и создания отечественных тонколистовых сталей высокой пластичности 1-й группы отделки поверхности, в том числе без «атомов внедрения», с горячецинковым покрытием для кузовостроения.
Председатель «Общества металловедения и термообработки» в РФ, член Высшего инженерного совета РФ, Итальянской ассоциации металлургов (Милан), член редакционных советов и редколлегий журналов «Наука и жизнь», «Технология металлов», «Металлургия машиностроения». Организатор 3-х международных конференций «Материалы в автомобилестроении», участник международных конгрессов в США, Германии, Италии, Болгарии, Словакии, Бразилии, Китае.
Соавтор более 200 печатных работ, 30 изобретений (в том числе 7 патентов РФ), 5 монографий, выпущены «Атлас микроструктур сталей, применяемых в автомобилестроении» и книги «Мои зарубежные командировки», «АВТОВАЗ — локомотив прогресса», «50 лет в автомобильной промышленности».
Под его руководством защищены нескольких кандидатских и докторских диссертаций.
В 1999 году возглавлял работу по созданию первого мемориального памятника всемирно известному русскому ученому-металлургу Д. К. Чернову к его 160-летию в городе Ялта на Поликуровском кладбище.

## Награды
- Орден Трудового Красного Знамени
- Орден «Знак Почёта»
- Медаль «В ознаменование 100-летия со дня рождения Владимира Ильича Ленина»
- Премия имени П. П. Аносова (1999, совместно c С. А. Голованенко, Ю. Д. Яншиным) — за цикл работ «Разработка и освоение новых сталей и технологии их обработки в условиях металлургической и машиностроительной промышленности»
- Премия Правительства Российской Федерации в области науки и техники (2014) — за разработку и освоение высококачественных экономичных автолистовых сталей нового поколения для обеспечения потребности отечественного автомобилестроения и повышения конкурентоспособности металлопродукции на мировом рынке
- Диплом за выступление с 40 минутной лекцией на пленарном заседании ХХ юбилейного Международного конгресса IFHTSE в Пекине (2012)[4]
- Почетный член «Международной Федерации Термообработки и Инженерии Поверхности» (IFHTSE) на Международном конгрессе в Венеции (2015)
- медали ВДНХ
- золотые медали Международной и Российской инженерных академий
- золотая медаль имени Б. Е. Патона Украинской академии наук